# Micrapion lugubre
Micrapion lugubre är en stekelart som beskrevs av Boucek 1974. Micrapion lugubre ingår i släktet Micrapion och familjen Leucospidae. Inga underarter finns listade i Catalogue of Life.